# Lourenço de Médici (1599-1648)
Lourenço de Médici (em italiano:  Lorenzo de' Medici; Florença, 1 de agosto de 1599 – Florença, 15 de novembro de 1648) foi o sétimo filho de Fernando I de Médici, Grão-Duque da Toscana e da sua mulher Cristina de Lorena. Era o irmão mais novo de Cosme II de Médici.

## Biografia
Apaixonado pela caça, por cães e cavalos, era também um mecenas e patrono das artes: protetor de Stefano Della Bella, na sua residência no Casino da via del Parione (entretanto destruído para dar lugar ao Palazzo Corsini al Parione) e na Villa La Petraia, embelezada com frescos por Volterrano e onde junta uma considerável coleção de pinturas.
Em 1617 acompanhou a irmã Catarina, que andata in sposa a Fernando Gonzaga, a Mântua, tendo visitado Veneza, Génova, Loreto e Pesaro. Em 1623 deslocou-se a Urbino para ajudar a irmã Cláudia, que ficara viúva do duque Frederico Ubaldo Della Rovere, para convencer o sucessor deste, Francisco Maria II Della Rovere, que ficara sem herdeiros, a ceder o Ducado de Urbino à família Médici. Mas a sua tentativa falho pelo que, em 1626, acompanhou Cláudia, na sua segunda viagem nupcial para Innsbruck, onde casou com o conde do Tirol Leopoldo V da Áustria, tendo visitado Munique, Nuremberga, Ratisbona e Nancy.
Não se casou vindo a falecer em 1648, e diz-se que foi envenenado por um medicamento.
Em 1857, durante o primeiro reconhecimento dos cadáveres dos Médici, o seu corpo é assim descrito:
“Os ossos […] pulverizados […], as roupas de estilo espanhol, a jaqueta de veludo, talvez de cor violeta, bordada a ouro; o chapéu de feltro com penas  [...]”

## Ligações Externas
- (em inglês) Gnealogia da família Médici (euweb.cz)
- (em inglês) Documentos sobre Lourenço de Médici :
  - http://documents.medici.org/document_search_results.cfm;
  - https://web.archive.org/web/20070130152554;
  - http://documents.medici.org/document_search_results.cfm%7Cdataarchivio=30.